# Akita matagi
 (décembre 2019).
L'akita matagi, aussi appelé matagi inu était une race de chiens, ancêtre de l'Akita inu avant que ce dernier ne soit croisé avec le Tosa et le Mastiff pour en accroître la taille. L'Akita matagi était utilisé pour la chasse à l'ours depuis l'époque Tokugawa jusqu'à celle de Taishō (1603-1925) et les premiers croisement entre les Akita Matagis avec Tosa ou le Mastiff furent opérés dès 1868. C'était un chien de taille moyenne, plus petit que les akitas actuels, et aux traits physiques se rapprochant plus du spitz.